# 西塔阿蒙
西塔阿蒙也称为Sitamen、Satamun（“阿蒙之女”）（约公元前1370年 -？）是古埃及第18王朝时期的古埃及公主和王后。

## 家庭关系
西塔阿蒙被认为是法老阿蒙霍特普三世和他的大王后泰伊的长女。后来，她在阿蒙霍特普三世统治第30年左右嫁给了她的父亲。
人们相信西塔阿蒙是阿蒙霍特普三世和泰伊的女儿，是基于在泰伊王后父母由亚和图玉的坟墓中发现的物品，尤其是一张写有她们女儿头衔的椅子。

## 生平
由亚和图玉的坟墓中发现了三把制作精良的椅子，这些椅子很好地证实了西塔阿蒙的存在。这些椅子有被使用过的痕迹，并且尺寸逐渐变大，因此人们推测这些椅子是在西塔阿蒙成长过程中使用的。然后，它们被放置在她祖父母的坟墓中。按照古埃及放置对死者生命有意义的物品的传统，她的护士Nebetkabeny的石碑上也描绘了她的形象。
除了作为一位强大且长寿的王后长女之外，人们对西塔阿蒙的生活几乎一无所知。在她父亲统治的最后十年，她被提升为大王后。这场婚姻的证据包括一个带有阿蒙霍特普三世和西塔阿蒙的王名圈的蓝色彩陶眼影管、一个在阿玛纳发现的雪花石膏碗，碗上带有与马尔卡塔王宫相同的王名圈和铭文。早在阿蒙霍特普三世统治时期的第30年，西塔阿蒙就被提升为她父亲阿蒙霍特普三世的大王后，这一点可以从皇宫中发现的第95号罐子的铭文中得到证实。

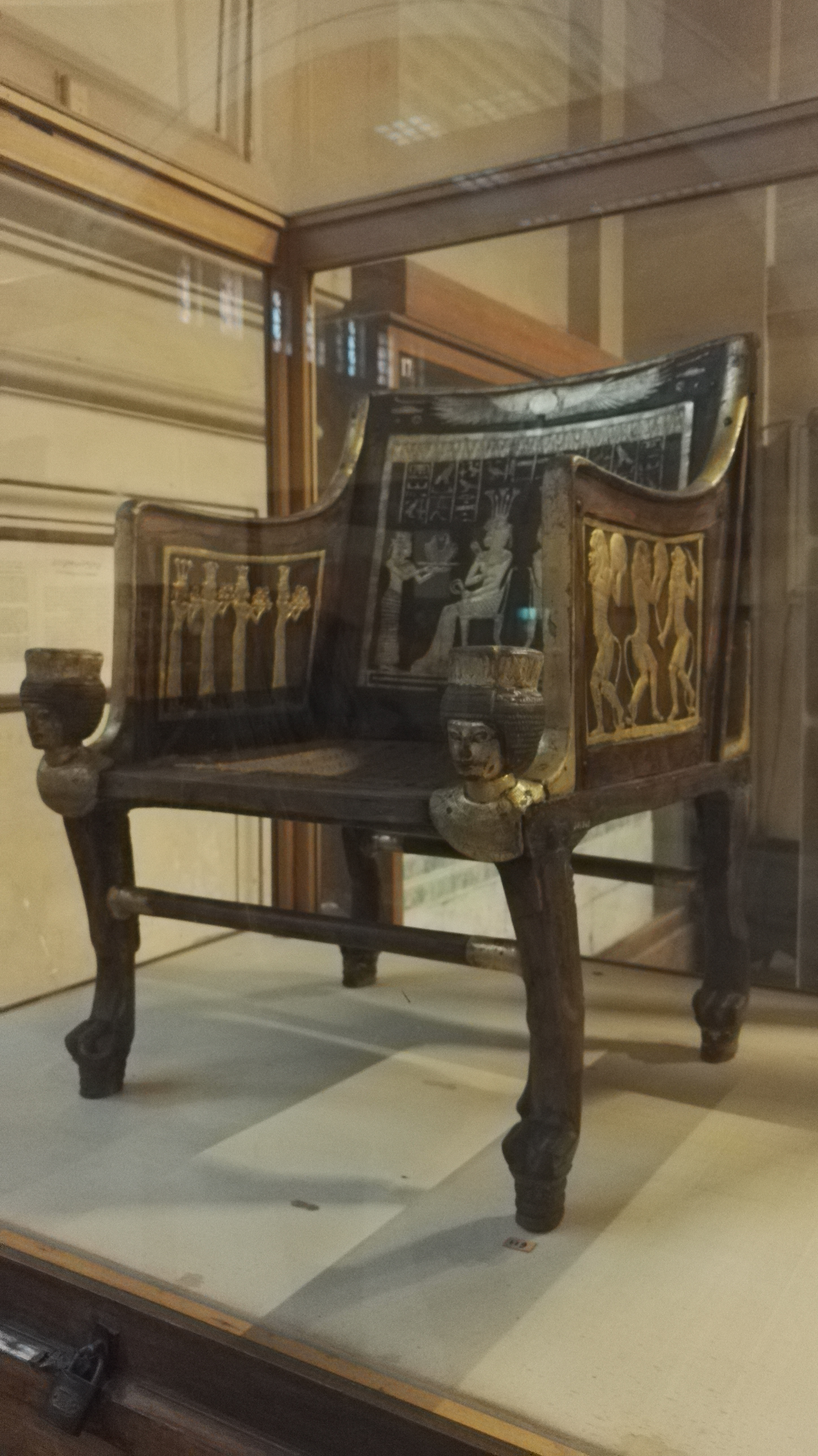
西塔阿蒙的王座，发现于尤亚和图玉的坟墓

西塔阿蒙在马尔卡塔王宫中拥有自己的房间，阿孟霍特普曾被任命为她在这里的财产的管家。她在卡纳克出土的一块阿孟霍特普的雕像上（现藏于开罗埃及博物馆）被称为国王的大王后。她还出现在威廉·马修·弗林德斯·皮特里发现的阿蒙霍特普三世神庙的浮雕上（现藏于皮特里埃及考古博物馆）。西塔阿蒙是阿蒙霍特普三世统治末期出现的少数人物之一。在埃及历史的这个时代，女性扮演着更加突出和强大的角色，阿蒙霍特普三世的妻子泰伊王后就是一个典型的例子。在泰伊王后之前，没有任何一位王后在她丈夫的一生中扮演过如此重要的角色。泰伊王后经常与阿蒙霍特普三世一起出现在雕像、坟墓和神庙的浮雕和石碑中。除此之外，她的名字也与阿蒙霍特普三世一起出现在许多小物品上，例如器皿和珠宝，以及纪念用的大型圣甲虫。
作为一位地位显赫的王后的长女，西塔阿蒙本来应该被培养成能够担任政治任务的角色。尽管她在马尔卡塔拥有自己的财产并在宫廷中拥有崇高的地位，但她从未有机会承担这一角色。有两种可能性解释了这一现象，第一种可能是她嫁给了一位从未继承王位的继承人。另一种可能是她去世的时间过早，或在她的兄弟阿肯那顿成为国王后便隐居。值得一提的是，她是图坦卡蒙的姨妈。
阿蒙霍特普三世统治末期，有关西塔阿蒙的记载完全消失，在阿肯那顿统治期间也没有被提及。阿蒙霍特普三世在帝王谷的坟墓中为她开辟了一个单独的墓室，但没有证据表明她曾被埋葬在那里。

## 头衔
- 两地之主歌者
- 国王的王后
- 国王的大王后
- 国王的女儿
- 国王所爱的女儿
- 国王的长女
- 国王所爱的大女儿